# Dorfkirche Quilow

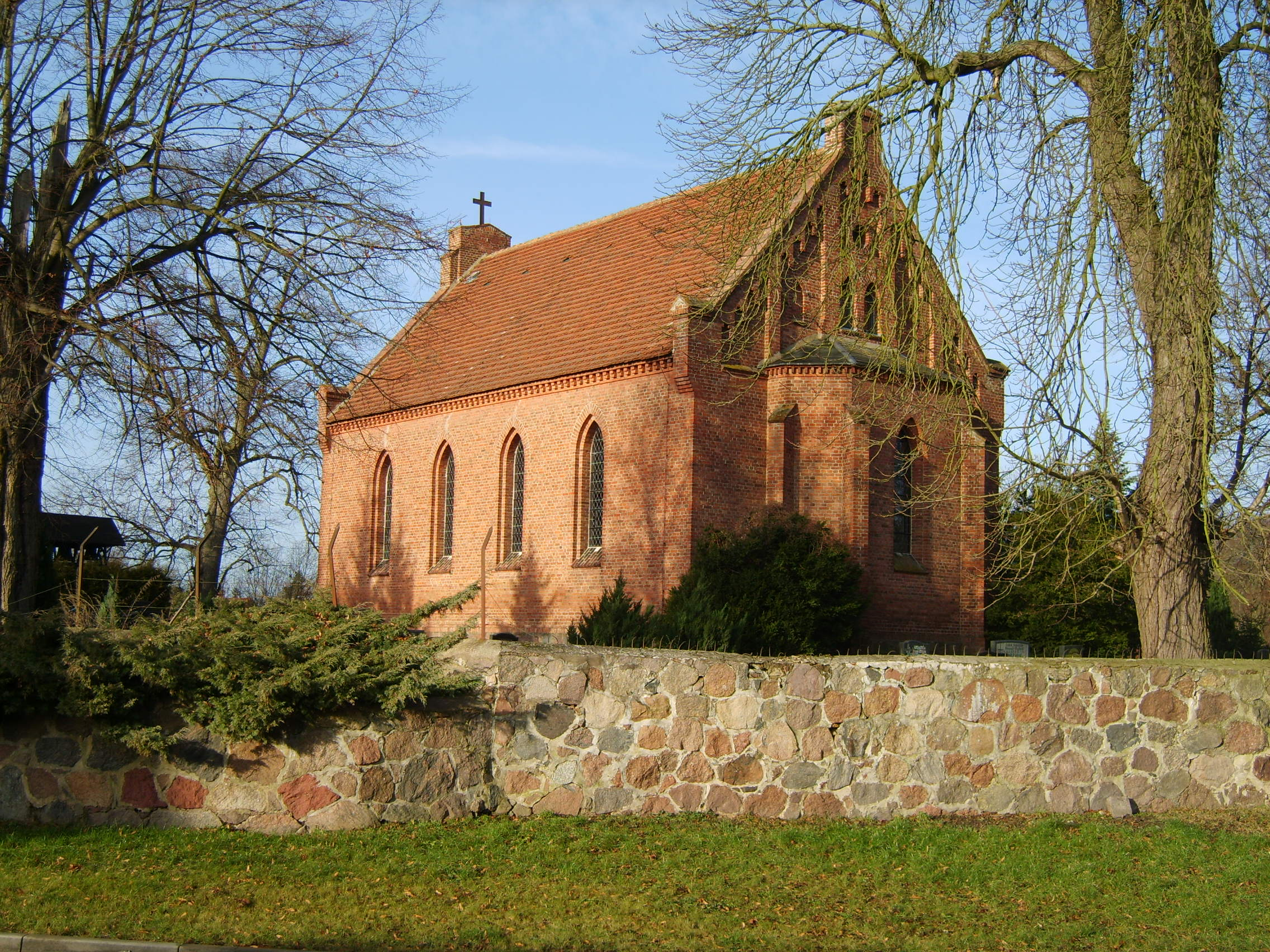
Dorfkirche Quilow

Die evangelische Dorfkirche Quilow ist ein denkmalgeschütztes Kirchengebäude in Quilow, einem Ortsteil von Groß Polzin im Landkreis Vorpommern-Greifswald (Mecklenburg-Vorpommern).

## Geschichte
Das  neugotische Backsteingebäude schließt mit einem flachen, dreiseitigen Chorpolygon. Es wurde von 1886 bis 1887 auf den Fundamenten eines rechteckigen Vorgängerbaus  errichtet. Der Giebel mit steigendem Treppenfries und einer Lisenengliederung ist von einem Türmchen bekrönt. Der Chor ist durch diagonale Strebepfeiler gegliedert, die Fenster in den Wänden des Schiffes sind hoch und spitzbogig und teilweise bleiverglast. Eine flache Holzdecke überspannt das Schiff, die flache Decke im Chor ist verputzt. Der Glockenstuhl steht frei neben dem Kirchengebäude. Auf dem die Kirche umgebenden Kirchhof steht ein Wappengrabstein für J. P. Artemski von 1727.

## Ausstattung

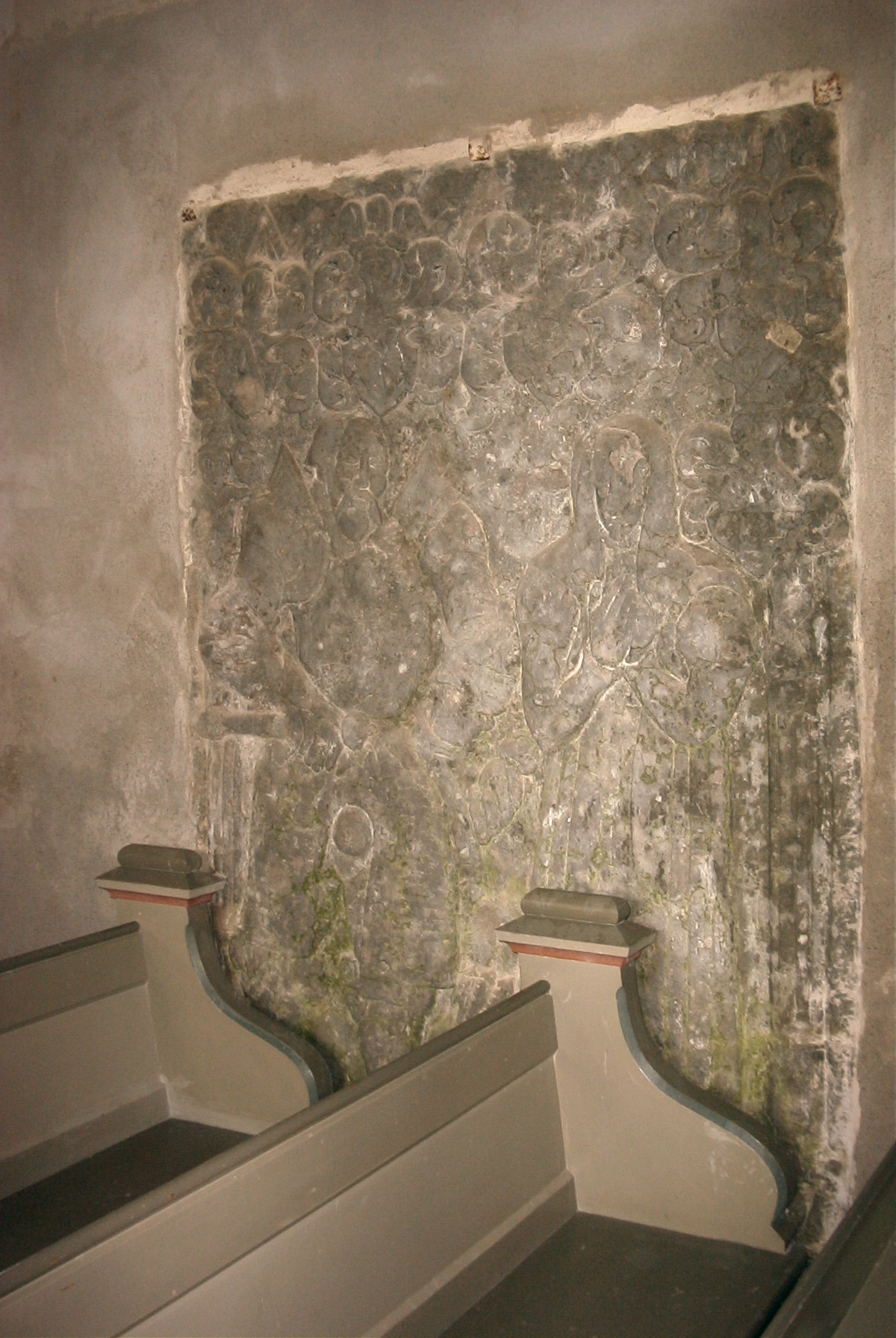
Grabplatte von Roloff von Owstin und Anna von Platen

Die Ausstattung stammt überwiegend aus der Bauzeit der Kirche, doch wurden einige Stücke aus dem Vorgängerbau integriert.
- Eine verwitterte Grabplatte aus der Zeit nach 1591 zeigt im Flachrelief den Bauherrn von Schloss Quilow, Roloff von Owstin und seine Ehefrau Anna von Platen.
- Zwei geschnitzte Epitaphe von 1676 und 1677, jeweils mit dem Owstin'schen Wappen, erinnern an Christian Gustaf von Owstin (1633–1676), Erbherr auf Quilow, und dessen Bruder, den schwedischen Kapitän (Hauptmann) Khuen Heinrich von Owstin (1641–1677), gefallen 1677 im Nordischen Krieg auf Rügen.
- Zwei Ölgemälde aus der Zeit um 1600 zeigen Luther und Melanchthon.
- Der Altar besitzt einen dreiteiligen, durch Fialen gegliederten Aufsatz, er ist von Wimpergen bekrönt. Die Schnitzfiguren im Hauptfeld des Altares sind modern gehalten, sie sind Arbeiten des Gerhard Becker.
- Die Orgel steht auf einem neugotischen Prospekt, Barnim Grüneberg aus Stettin baute sie 1887 auf.
- Die polygonale Kanzel ist mit Kleeblattbogenblenden verziert.
- Eine marmorne Gedenktafel erinnert an die letzte Generation derer von Owstin auf Quilow: Friedrich Gustav († 1853) und seine Ehefrau Ulrike von Wolffradt, gestiftet von deren vier Töchtern.